# 庄舃
庄舃（?—?），中国战国时期越国人。又称越舃。
他出身贫寒，在楚国为官，爵位执珪。楚王想知道他是否思念越国。侍从的中谢说，思故乡，病时一定呻吟故乡之声。得病时，楚王派人打听，庄舃果然呻吟的是越声。